# Gravensteiner

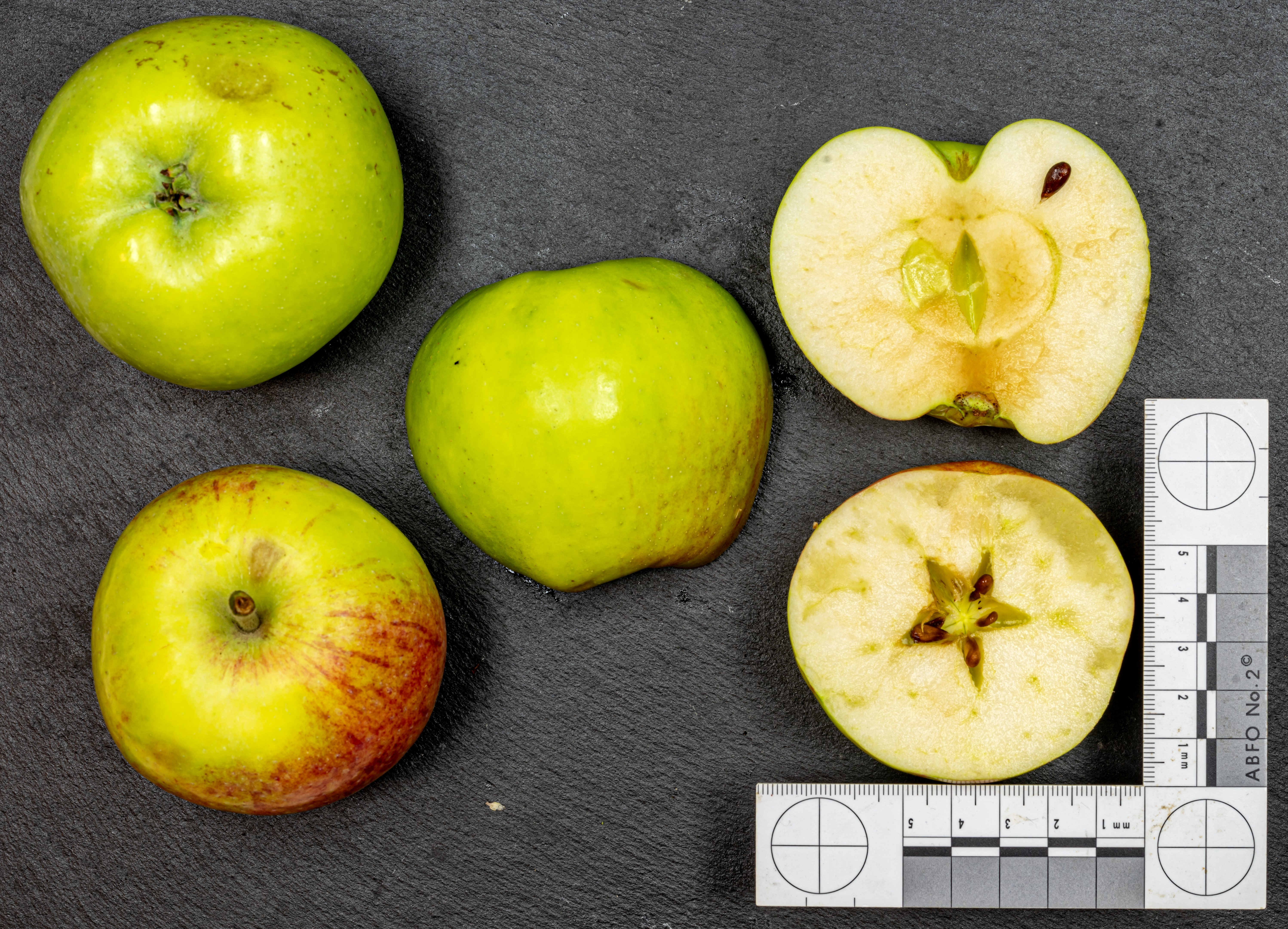
Ansichten der Frucht und Querschnitte

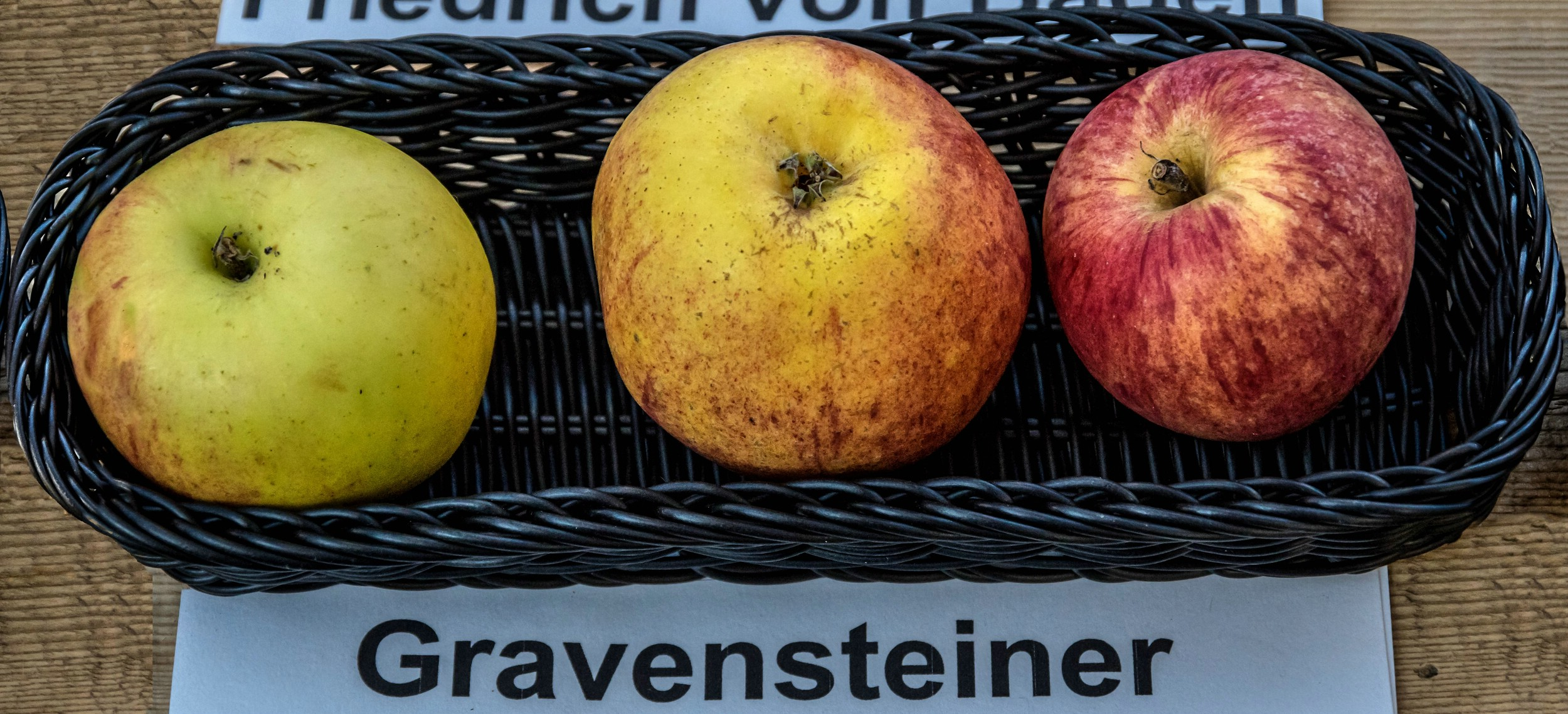
Ansicht der Frucht

Der Gravensteiner (auch Grafensteiner, Grafenapfel; dänisch Gråsten æble) ist eine Sorte des Kulturapfels (Malus domestica). Die Sorte ist mindestens seit 1669 in Dänemark und Norddeutschland bekannt. Der Gravensteiner ist ein Sommerapfel, der von Ende August bis Mitte September erntereif ist. Einst weltweit verbreitet, mit Schwerpunkten in Europa von Südtirol bis Norwegen, in Kalifornien und im kanadischen Nova Scotia, hat seine kommerzielle Bedeutung in den letzten Jahrzehnten stark nachgelassen und er ist vor allem als Liebhabersorte verbreitet.
Zu seiner Verbreitung trugen vor allem sein vielfach gerühmter Geschmack, die frühe Erntezeit und seine gute Eignung zur Weiterverarbeitung bei. Verdrängt durch neuere Sorten wurde der Gravensteiner, da er nur schlecht lagerfähig, anspruchsvoll im Anbau und stoßempfindlich ist. Der Gravensteiner wurde 2005 zu Dänemarks Nationalfrucht gekürt. Im selben Jahr wurde der „Sebastopol Gravenstein Apple“ in die Arche des Geschmacks von Slow Food USA aufgenommen. In der Arche des Guten Geschmacks von Slow Food Kanada wiederum befindet sich seit 2007 der „Nova Scotia Gravenstein“.

## Beschreibung

### Frucht: Form und Farbe

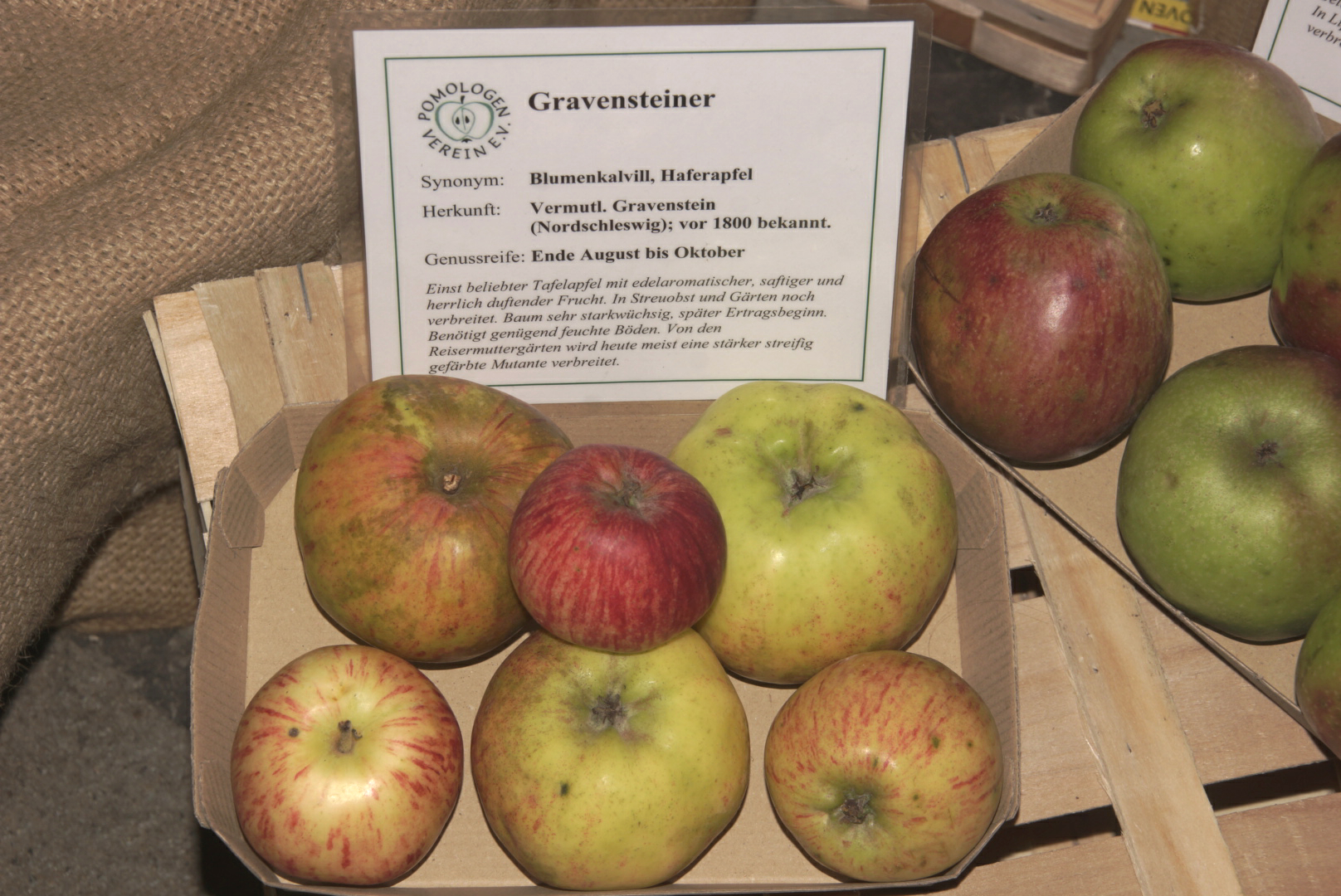
Deutlich sichtbar die unterschiedliche Färbung verschiedener Gravensteiner

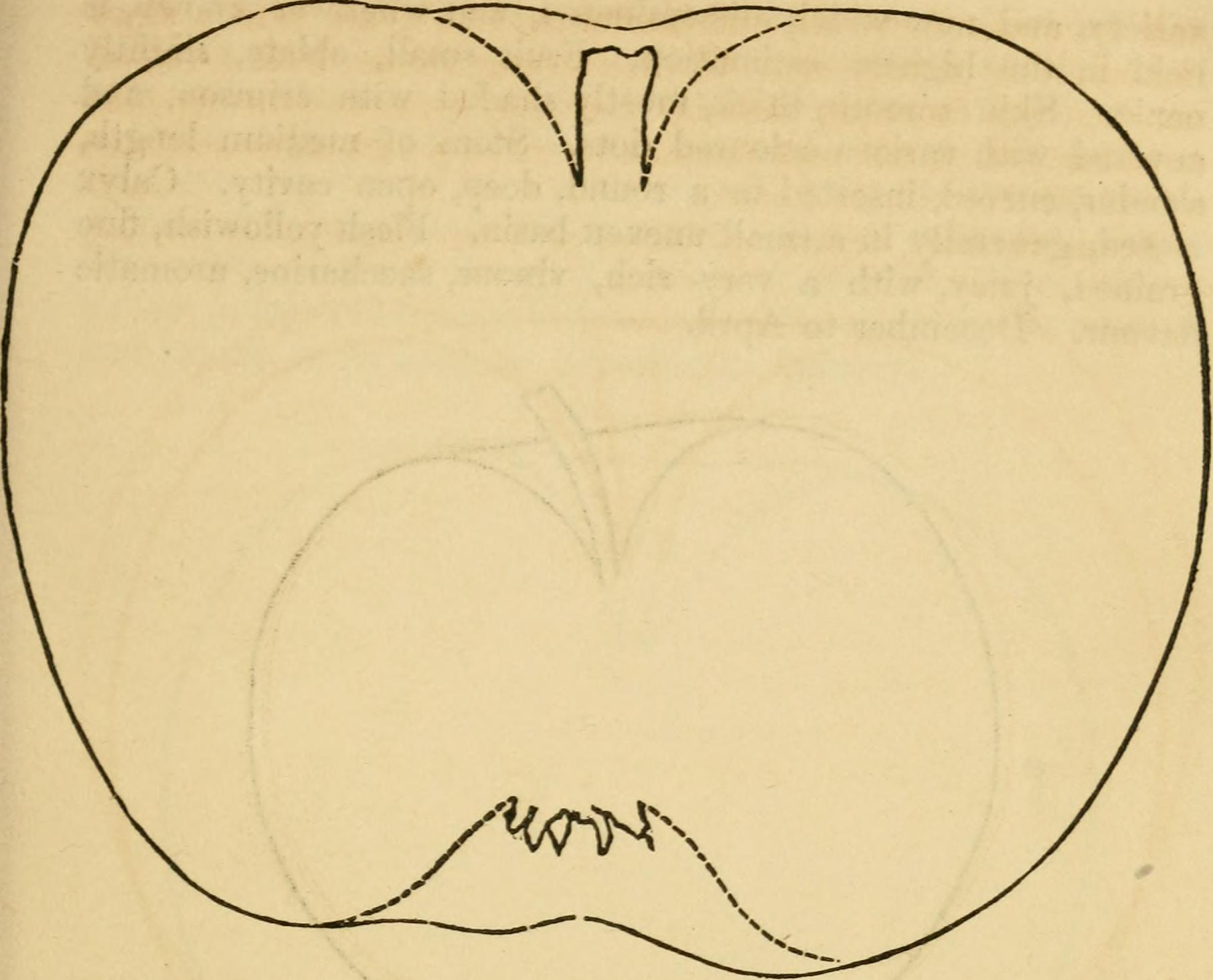
Fruchtform des Gravensteiners

Die Äpfel sind im Vergleich groß bis sehr groß. Sie sind meistens grobkantig und wenig rund, häufig auch schief. Die Äpfel sind mittelbauchig bis hochgebaut. Die Breite beträgt im Schnitt 74 Millimeter, die Höhe 64 Millimeter. Das mittlere Fruchtgewicht beträgt 189 Gramm.
Der Farbatlas Obstsorten beschreibt die Äpfel als „gestaltlich grob und wenig ansprechend.“ Die Schale ist wachsig und weich. Bei längerer Lagerung verstärkt sich dieser Effekt, ein Autor schreibt, nach einigen Wochen fühle sie sich an wie in Fett gebadet.
Die Schale ist zart wachsgelb mit karmesinroten Tupfen und Strichen, die Sonnenseite ist häufig karminrot geflammt bis marmoriert. Dabei ist die Schale frisch vom Baum gelblichgrün und wird bei Vollreife sattgelb. Die Lentizellen sind kaum sichtbar. Das Fruchtfleisch selbst ist grünlichweiß bis cremefarbig.
Der Stiel ist sehr kurz und dick. Meist erreicht er nicht einmal die Stielgrube. Die Stielgrube selbst ist mittelweit und trichterförmig verengt. Der Kelch ist halboffen bis geschlossen. Die Blättchen im Kelch sind auffallend groß und lang bewollt. Die Kelchgrube ist nicht sehr weit, aber vergleichsweise tief. Stielgrube und Kelchgrube sind meist strahlenförmig berostet.
Das mittelständige Kernhaus ist groß und geräumig. Die Kerne selbst sind wenige und oft schlecht ausgebildet, aber groß.

### Frucht: Textur und Geschmack
Der Gravensteiner wird seit Jahrhunderten für seinen Geschmack gelobt. Er ist eine der wohlschmeckendsten europäischen Apfelsorten mit typischem, aromatischem Geschmack und stark duftenden Früchten. Dabei ist er deutlich süßer als die meisten anderen Sommeräpfel. Der Farbatlas Obstsorten kommt zum Fazit „feinfruchtig, würzig, einmaliges Aroma, betonter Apfelduft, ausgezeichnete Qualität.“ Ebenfalls untypisch für einen Sommerapfel ist das grobzellige Fruchtfleisch sehr saftig und knackig im Biss. Bei längerer Lagerung wird das Fruchtfleisch mürbe. Der Apfel ist allerdings sehr anfällig gegen Stöße, das Fruchtfleisch wird an diesen Stellen leicht detschig.
Im Schweizer Biolandbau ist der Gravensteiner zusammen mit Cox Orange eine der beiden Archetypen für die Geschmacksklassifikation „kräftig-würzig“, die neben den Geschmacksgruppen „mild bis süßlich“ (z. B. Golden Delicious) und „säuerlich-aromatisch“ (z. B. Boskoop) besteht.

### Blüte

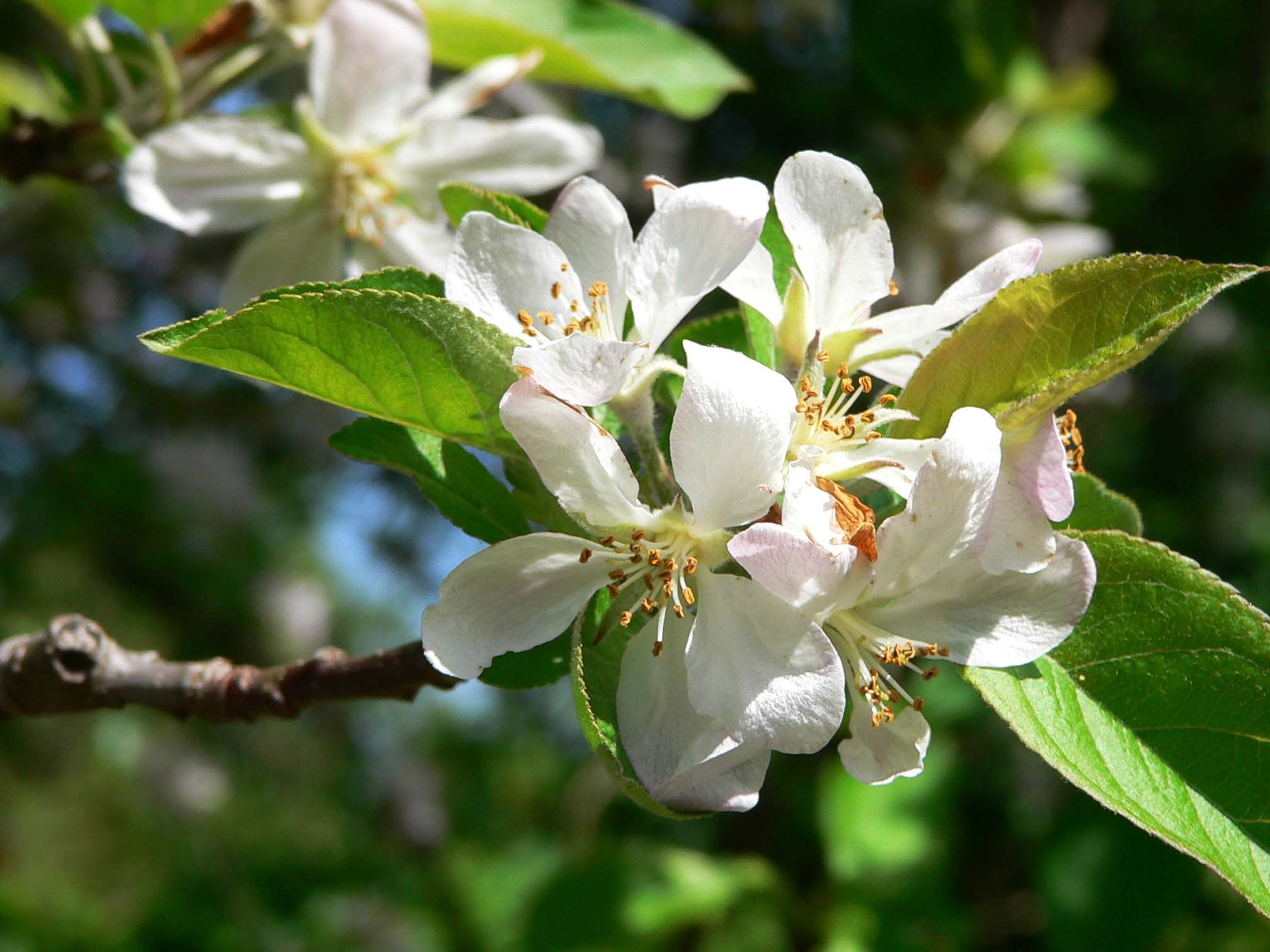
Gravensteiner-Blüte

Die Blüte ist groß und schneeweiß. Die Kronblätter sind groß, kurz genagelt und deckend. Die Primärblätterzahl ist 6,7, wobei 5 bis 9 Primärblätter vorkommen können. Diese sind ungleich groß, breitoval und flaumig. Dazu kommen viele Nebenblättchen. Die Kelchblätter sind fast dreieckig und wuchtig. Die Griffel sind engständig und nach oben weit. Die Griffel sind länger als die ebenfalls engständigen und aufrechten Staubblätter. Die Blütezeit in Europa liegt zwischen Ende April und Mitte Mai. Die Blütezeit ist lang, die Aufblühzeit stark gestaffelt.

### Holz und Blätter

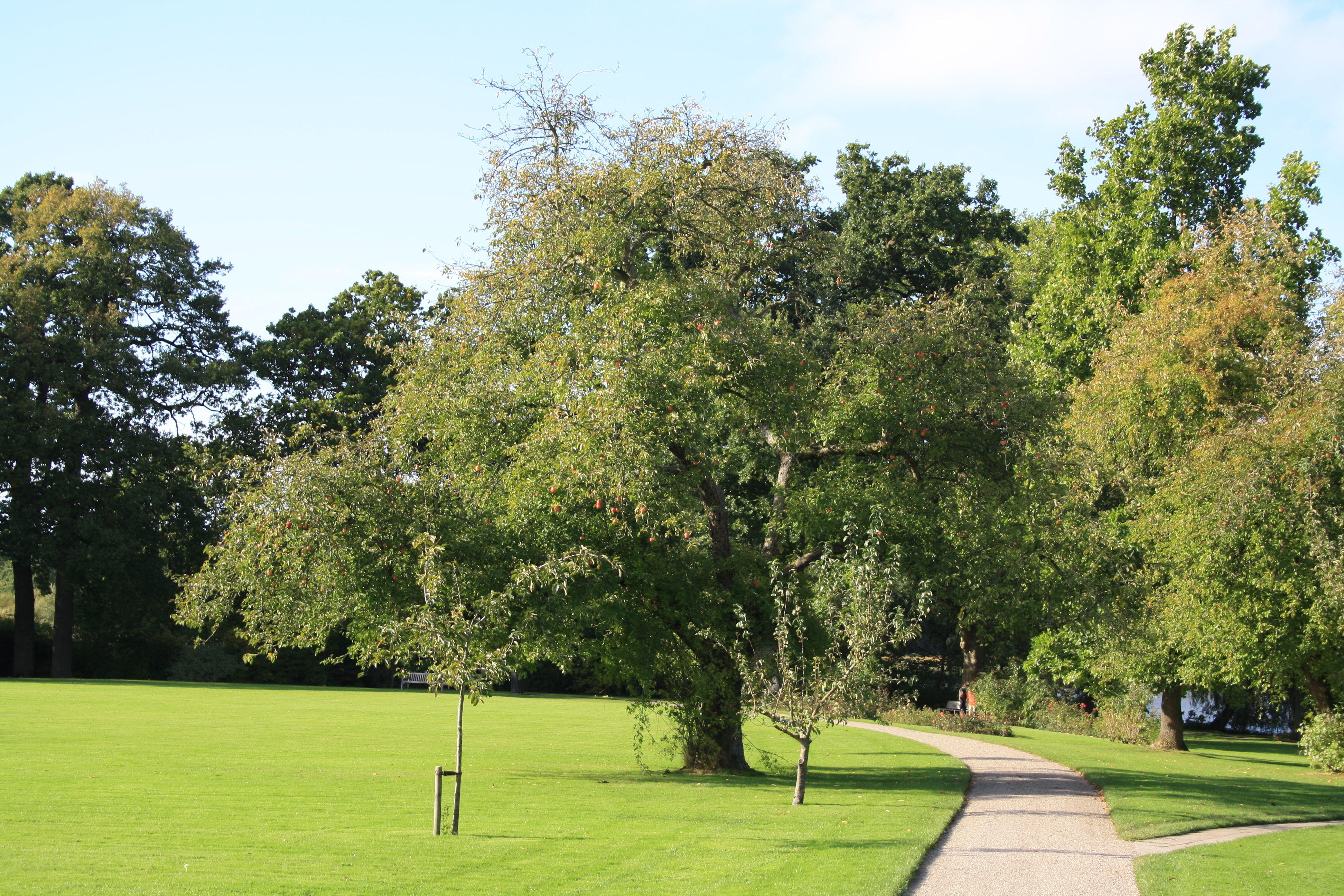
Baum im Schlosspark von Gravenstein

Der Baum fällt durch kräftigen Wuchs auf. Dieser hält bis ins Alter an. Die Leitäste allerdings setzen flach an. Im Kroneninnern kann eine leichte Verkahlung auftreten. Die Kronen von Hochstämmen sind breit ausladend und groß. Ohne weitere Pflege hat der Baum fast ausschließlich Langtriebe, durch Pflegemaßnahmen wie Sommerschnitt und Binden können auch Kurztriebe hervorgerufen werden. Die Rinde des Baums ist auffallend grünlich-braun gefärbt. Der Baum kann bis zu 100 Jahre alt werden; einzelne bis zu 200 Jahre alte Exemplare wurden festgestellt.
Die Blätter stehen dicht, sind dunkelgrün, glänzend und haben eine langovale Form. Sie haben eine aufgesetzte Spitze und einen scharf gezähnten Rand. Die Blätter sind kaum größer als die einzelnen Äpfel.
Die Früchte wachsen an einjährigen Kurztrieben, einjährigen Langtrieben, die mehr als 25 Zentimeter lang sind und an zweijährigen Langtrieben. Etwa die Hälfte der Früchte wächst dabei an den zweijährigen Langtrieben.

## Geschichte
Der Gravensteiner ist seit 1669 in Dänemark beziehungsweise Schleswig bekannt. Es handelt sich dabei um einen Zufallssämling, dessen genaue Herkunft in der Geschichte verlorenging. Verbreitete Versionen seiner Herkunft sind die Entstehung im Garten des Schlosses Augustenburg in Nordschleswig, die Herkunft aus Südtirol, der Apfel wurde dann unter dem Namen „Ville Blanc“ nach Schleswig gebracht, oder die Entstehung aus Italien und die Einführung in Dänemark durch Graf Christian Ahlefeldt auf Schloss Gravenstein oder schließlich die direkte Entstehung im Schlossgarten von Gravenstein.

### Verbreitung in Europa

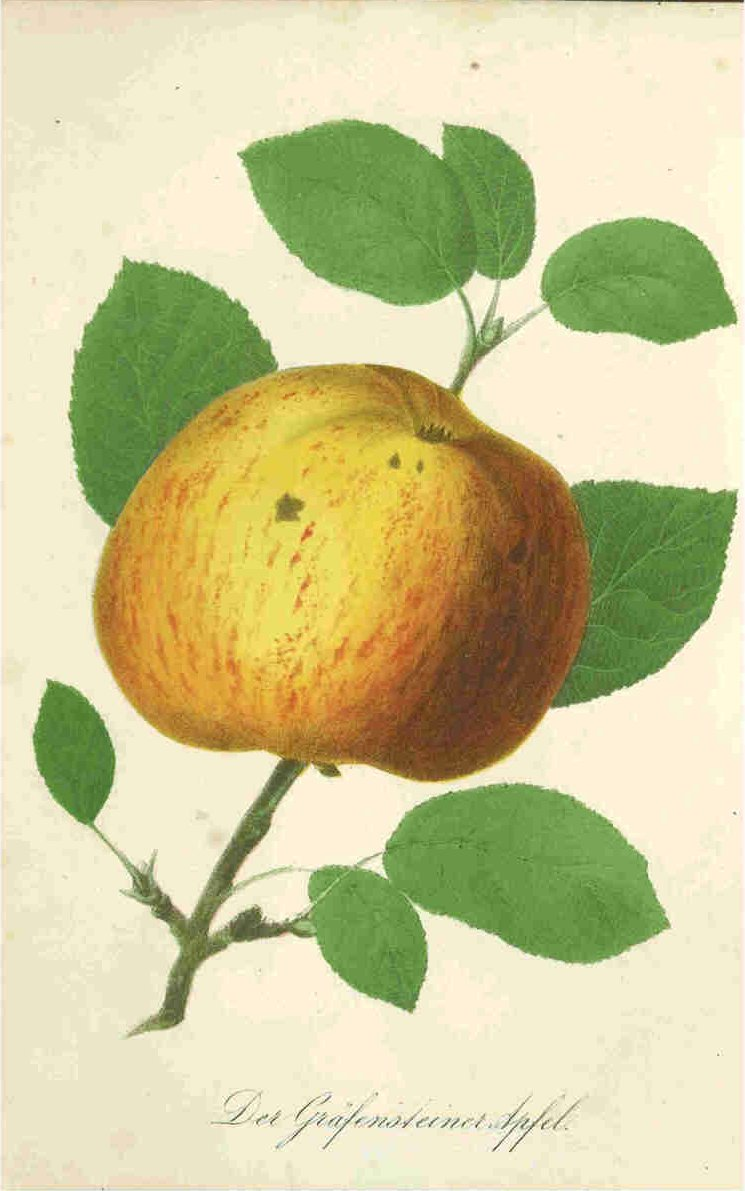
Zeichnung in den Pomologischen Monatsheften von 1855

Der Gravensteiner gelangte schnell zu Popularität in Deutschland, Schweden und Dänemark. Ausschlaggebend dafür war zum einen, dass er sich gut zur Verarbeitung zu Apfelmus, getrockneten Äpfeln, Apfelsaft und Obstbranntwein eignet, zum anderen aber auch sein gerühmter Geschmack. So gab beispielsweise 1940 der dänische Pomologe Anton Pedersen in seinem Buch Danmarks Frugtsorter in der Kategorie Geschmack nur zwei Äpfeln die höchste Punktzahl: Signe Tillisch und dem Gravensteiner.
Die Popularität, die der Gravensteiner besaß, zeigt sich auch darin, dass andere Apfelsorten nach ihm benannt wurden. So ist der Juwel aus Kirchwerder auch als „Martens Gravensteiner“ bekannt. Zudem gibt es den „Gravensteiner von Arreskov“, den „Winter-Gravensteiner“, den „Thüringer Gravensteiner“, den „Gravensteiner Rouge“ und mehrere Sorten unter dem Namen „Falscher Gravensteiner“ wie den „Geflammten Kardinal“, den „Falschen Roten Gravensteiner“ und den „Belumer Falscher Gravensteiner“. Ebenso gibt es in ganz Deutschland Gravensteiner Plätze und Straßen, die nach dem Apfel benannt sind, wie beispielsweise der Gravensteiner Platz im Frankfurter Bogen. In der Deutschschweiz ist Gravenstein beinahe zum Gattungsbegriff für einen Sommerapfel geworden.
In Europa wird der Gravensteiner heute vor allem in Skandinavien angebaut. In den 1990ern waren die größten Anbauländer Italien (5.000 Tonnen bis 20.000 Tonnen), die Schweiz (4.000 Tonnen bis 8.000 Tonnen), Deutschland (3.000 Tonnen bis 7.000 Tonnen, je etwa zur Hälfte im Bodenseegebiet und an der Niederelbe) und Dänemark (2.000 Tonnen bis 3.000 Tonnen). In Norwegen war es die Hauptsorte im Anbau, in Schweden eine der wichtigsten Sorten. Seitdem sind die Zahlen jedoch rückläufig.
Mittlerweile wurde der Gravensteiner in Norwegen als wichtigster Apfel vom Gravensteiner-Abkömmling „Aroma“ abgelöst. Zusammen mit Aroma und „Summerred“ gehört er jedoch noch immer zu den Top-3-Sorten im Anbau. Noch 2006 gehörte der Gravensteiner zu den zehn wichtigsten angebauten Apfelsorten der Schweiz. Die Fläche war allerdings im Rückgang begriffen.
2005 zeichnete Dänemark den Apfel als nationalen Apfel aus.
Insgesamt ist die Anbaufläche in allen Anbaugebieten jedoch seit Jahrzehnten rückläufig. Gründe hierfür sind zum einen der schwierige Anbau, zum anderen die nur begrenzte Haltbarkeit des Apfels.

### Verbreitung in den USA

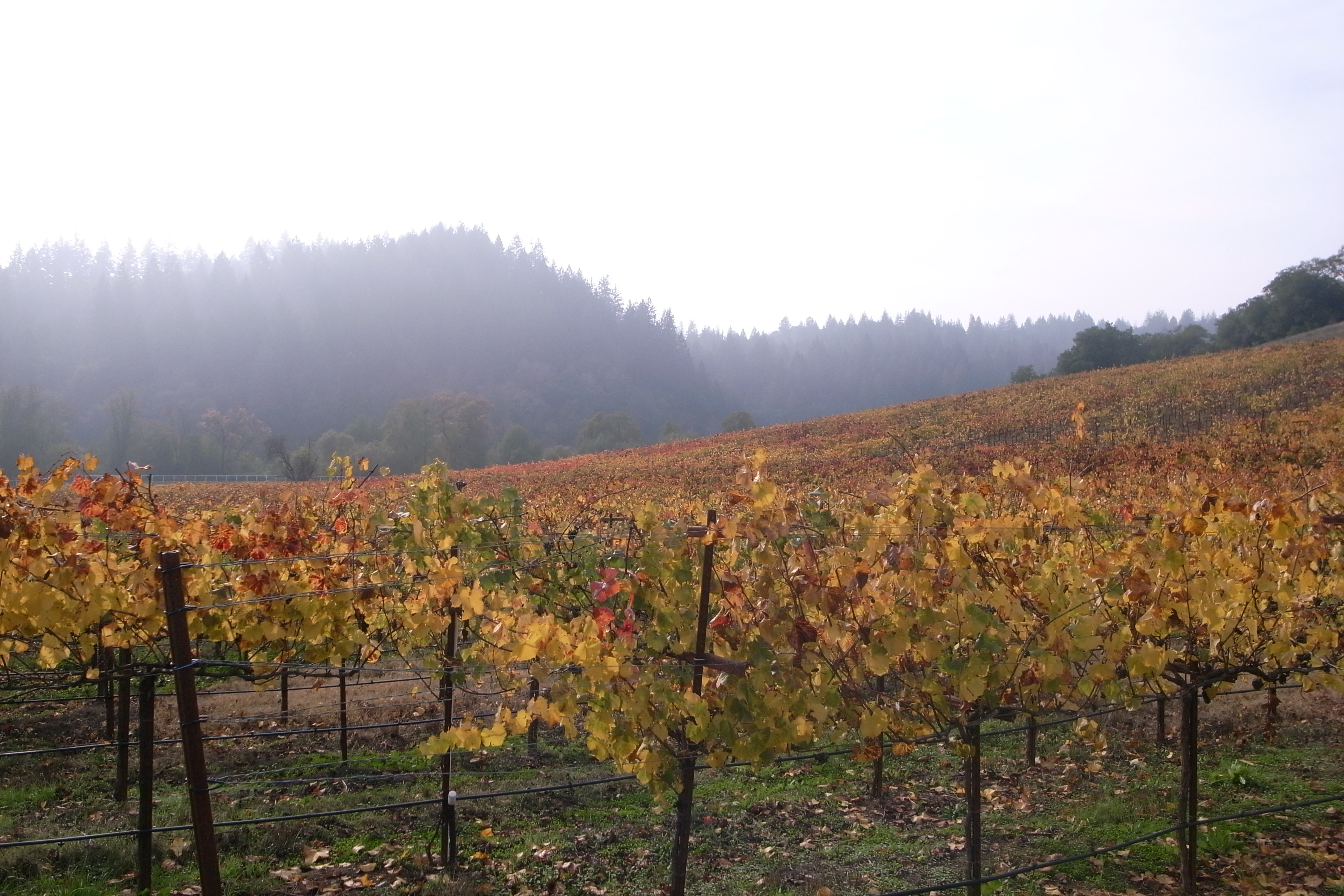
Wichtigstes Anbaugebiet der USA war das kalifornische Sonoma County. Dort wurden die Äpfel mittlerweile von Wein verdrängt.

Ende des 18. Jahrhunderts gelangte der Apfel in die Vereinigten Staaten. Dort wurde er als geschmackvollster der Sommeräpfel gelobt. In Neuengland war der Apfel von 1800 bis 1933 verbreitet. Der dortige harte Winter 1933 vernichtete einen Großteil der Bestände, wovon sich der Gravensteiner in Neuengland nicht mehr erholte. Erfolgreicher war der Apfel in Kalifornien: Dorthin kam der Apfel über Russland und den Pazifik zu Beginn des 19. Jahrhunderts. Vermutlich kam er 1812 mit Immigranten aus Sewastopol ins kalifornische Sebastopol. Die erste Anpflanzung lässt sich nicht mehr sicher nachvollziehen. Vermutlich aber standen die ersten Gravensteiner Kaliforniens in der russischen Handelsniederlassung Fort Ross im heutigen Sonoma County.
Ob es wirklich die Äpfel aus Fort Ross waren oder doch über Dänemark und die Ostküste eingewanderte Äpfel, die letztlich für die weitere Ausbreitung sorgten, ist unklar. Der erste kommerzielle Gravensteiner-Anbauer im Sonoma County war Nathaniel Griffith, der 1883 mit der Unterstützung von Luther Burbank die erste kommerzielle Gravensteiner-Plantage Kaliforniens anlegte. Von dort verbreitete er sich insbesondere im kalifornischen Sonoma County. Die Produzenten profitierten davon, dass der Gravensteiner der erste Apfel war, der in einer Saison geerntet werden konnte. Dabei wurde er in Kalifornien etwa zwei Wochen vor den Äpfeln an der Ostküste reif, so dass die Anbauer in diesen zwei Wochen für die ersten frischen Äpfel des Jahres fast jeden Preis verlangen konnten.
Im Rahmen der Ausbreitung wurde insbesondere sein Geschmack gerühmt. So beschrieb ihn das Buch The Fruits and Fruit Trees of America von 1845 als „einen der besten Äpfel aus Nordeuropa“ und Charles Mason Howeys The Fruits of America von 1856 lobte ihn als besten aller europäischen Äpfel in den USA mit einer schönen Frucht, dem beliebten Geschmack und das zu einer Zeit, in der es sonst kaum Äpfel gäbe. Das 1905 erschienene The Apples of New York pries den Gravensteiner als „vermutlich übertroffen von keinem anderen Apfel der Saison.“ Der kalifornische Pomologe und Züchter Luther Burbank erklärte, dass es keiner anderen Äpfel mehr bedürfte, wenn der Gravensteiner nur das ganze Jahr über erhältlich wäre und der für gewöhnlich zurückhaltende englische Pomologe Edward Bunyard erklärte 1929: „Cox selbst steht nicht einzigartiger da, so voller Saft und riechend nach der Essenz eines Apfels … er erinnert an den herbstlichen Obstgarten im Sonnenuntergang.“

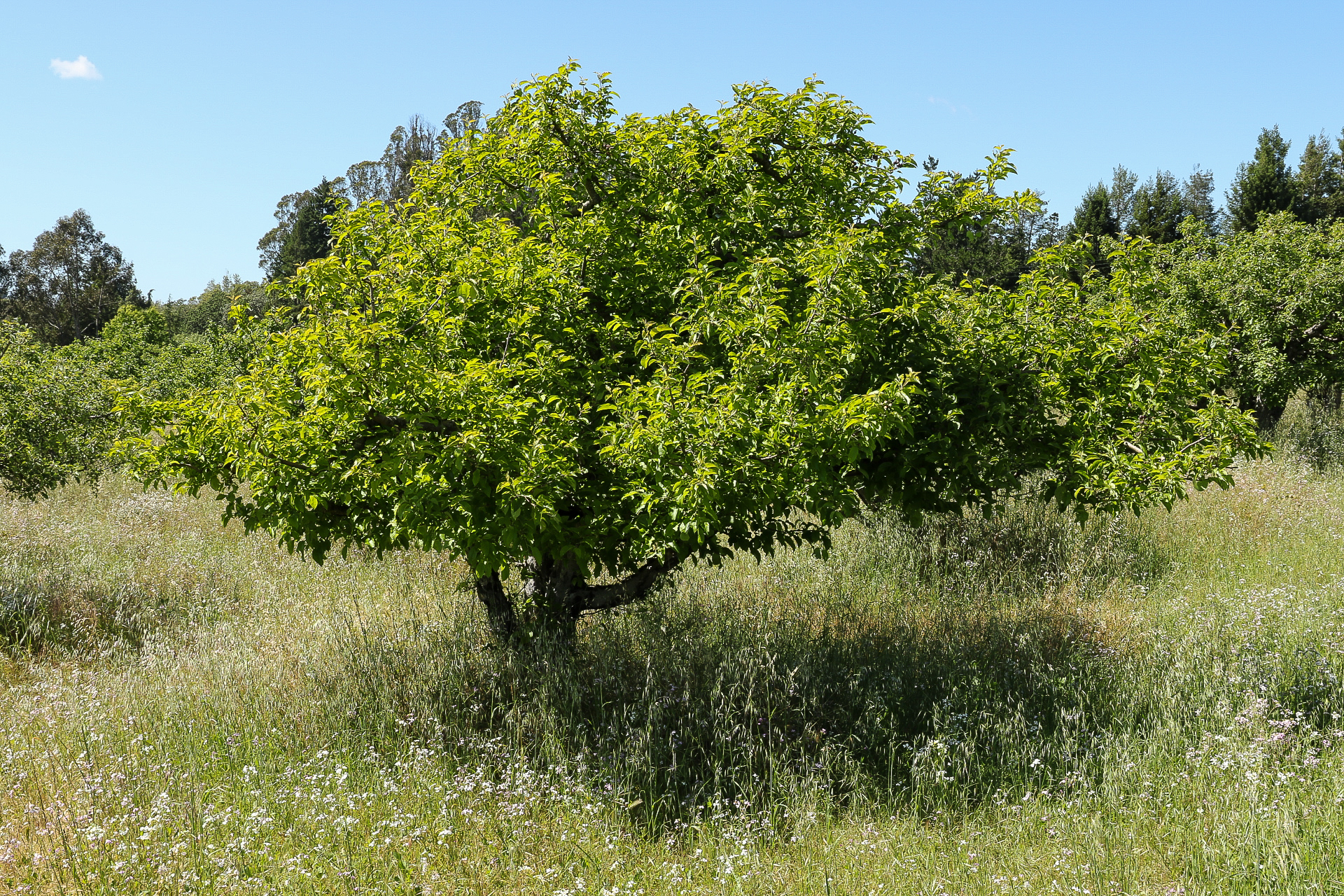
Apfelplantage bei Sebastopol, Sonoma County

Bevor im Sonoma County Wein seit den 1980ern/1990ern eine beherrschende Rolle spielte, war der Gravensteiner eines der wichtigsten Agrarerzeugnisse dort. Zu Zeiten des Zweiten Weltkriegs betrug die Anbaufläche etwa 3240 Hektar. Im Zweiten Weltkrieg selbst wurden Apfelmus und getrocknete Äpfel für die US-Truppen aus kalifornischen Gravensteinern produziert. Nach dem Gravensteiner sind im Sonoma County mehrere Schulen benannt, ein Highway und eine Shopping Mall. Im Jahr 2011 betrug die Anbaufläche des Apfels noch 310 Hektar. Dies ist die kleinste Anbaufläche seit vielen Jahrzehnten. Im gesamten County gibt es nur noch sechs kommerzielle Produzenten der Äpfel. Der Anbau geht vor allem deshalb zurück, weil sich auf denselben Flächen mittlerweile mit dem Anbau von Wein im Weinbaugebiet Green Valley of Russian River Valley AVA deutlich mehr Geld verdienen lässt, dessen Anbaufläche im selben Jahr im Sonoma County auf 25.500 Hektar gewachsen war. Andere US-Gebiete, in denen der Gravensteiner in kleinerem Rahmen noch kommerziell angebaut wird, sind der pazifische Nordwesten und Neuengland.

### Gravenstein Apple Fair und Slow Food

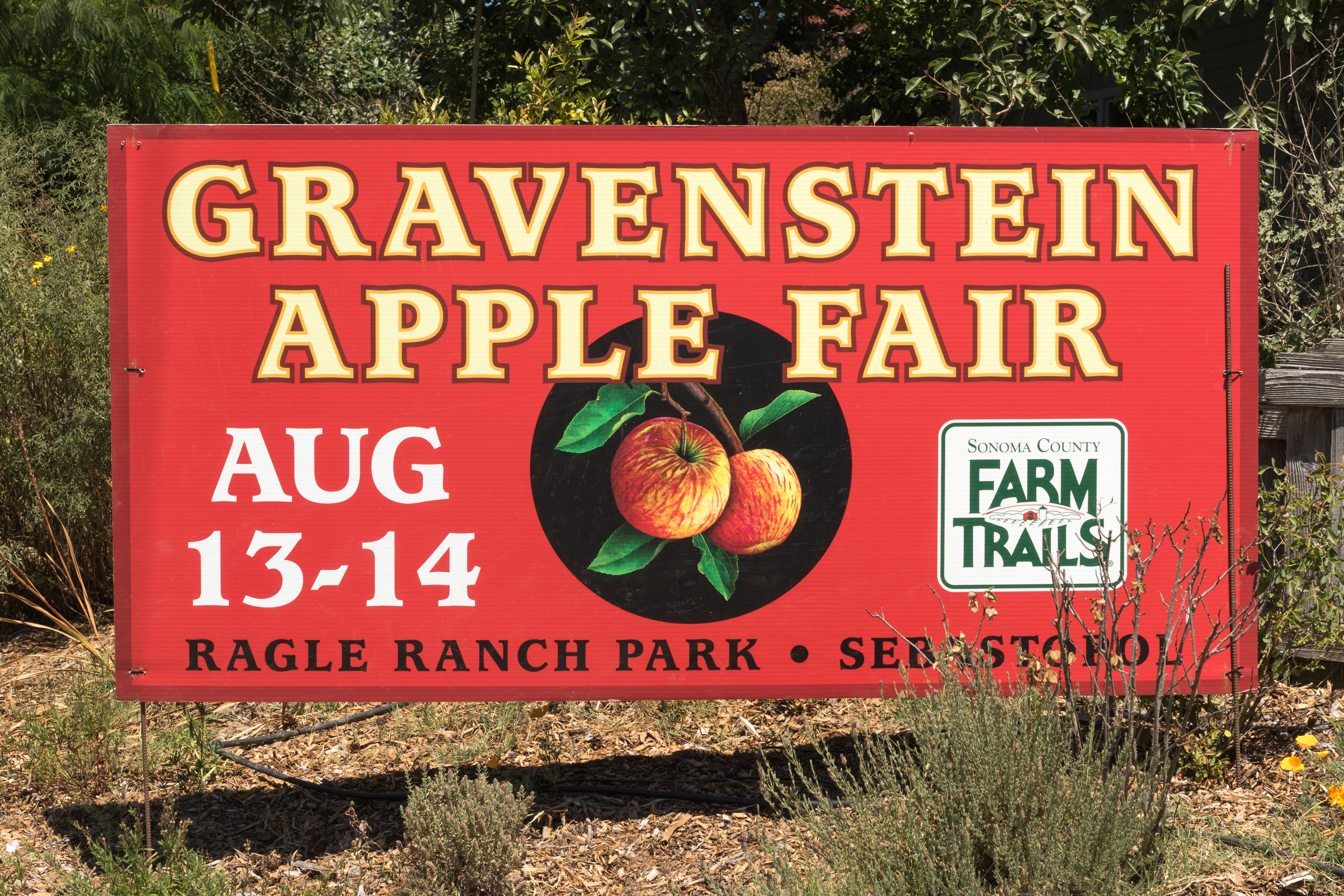
Gravenstein Apple Fair in Sebastopol, 2016

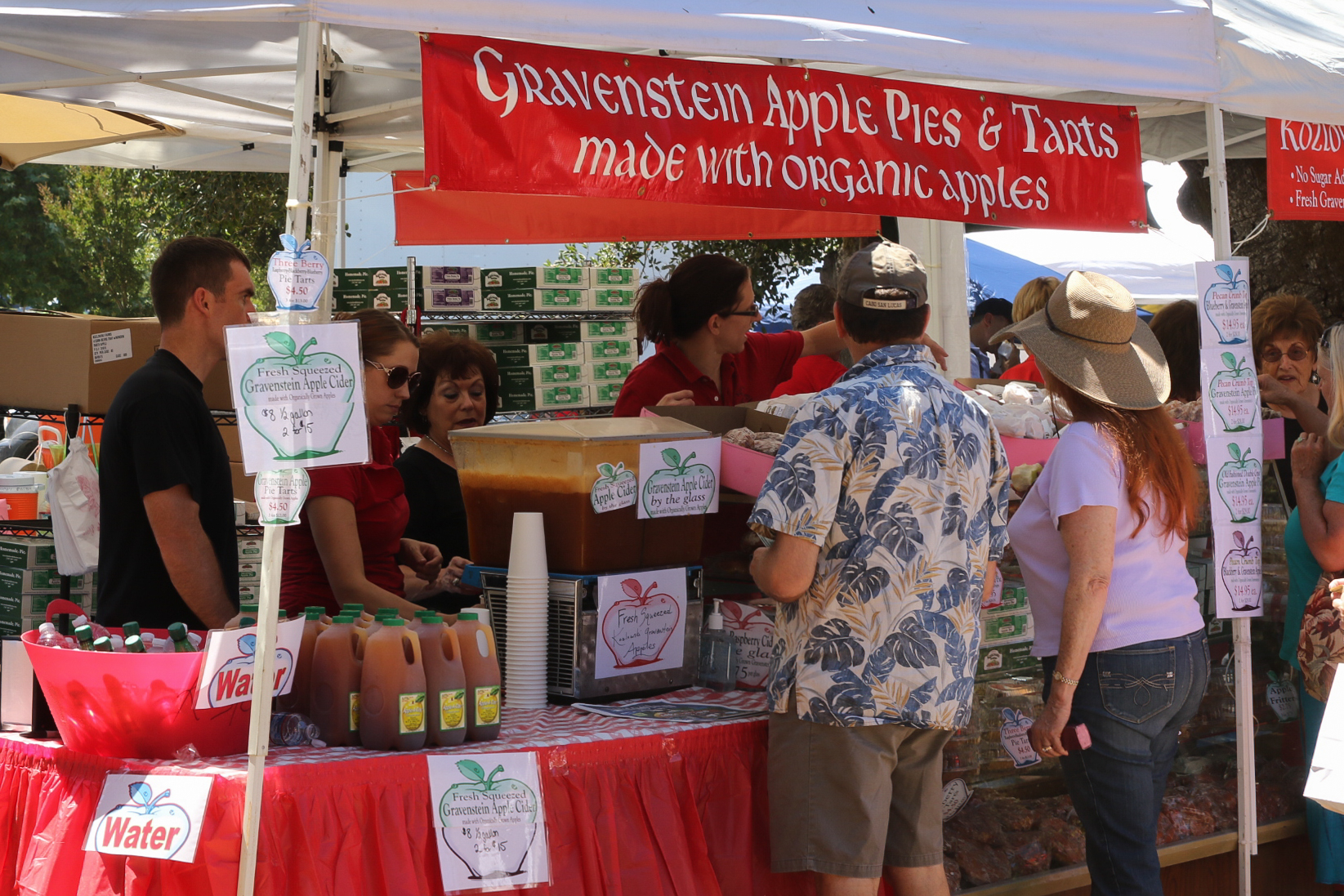
Stand auf der Gravenstein Apple Fair

Die Popularität des Gravensteiners in Kalifornien war groß genug, dass es dort jährlich zum Beginn der Ernte ein eigenes Volksfest für den Apfel gab. Auf dem ersten Höhepunkt seiner Popularität gründete der örtliche Anbauverband im Sonoma County 1910 die Gravenstein Apple Show. Dort gab es neben den üblichen Verkaufs- und Vergnügungsständen auch zahlreiche teils lebensgroße aus Äpfeln gestaltete Skulpturen wie etwa Lokomotiven, Luftschiffe oder Windmühlen, lokale prägende Gebäude, Miniatur-Apfelfarmen oder auch 1912 eine aus Äpfeln gestaltete sinkende Titanic mit Eisberg. Ab 1915 pausierte die Veranstaltung, um 1928 wiederbelebt zu werden. Ab 1932 war es keine eigene Veranstaltung mehr, sondern ein Teil der Sonoma County Fair. 1973 schließlich wurde die Veranstaltung als Gravenstein Apple Fair wiederbelebt, die seitdem Mitte August zu Beginn der Ernte stattfindet.
Nachdem dies einige Jahre in Vergessenheit geraten war, begann sich ab den 2000ern eine Rückbesinnung auf traditionelle Lebensmittel und lokal Hergestelltes zu entwickeln. Lokale Aktivisten begannen sich für die Rettung des Apfels einzusetzen. Sie begannen Öffentlichkeitsarbeit und Promotion für den Apfel. Ein weiteres Ergebnis dieser Bemühungen ist, dass Slow Food USA den Apfel 2005 in seine Arche des Geschmacks aufnahm.

### Verbreitung in Kanada
In Kanada werden die Äpfel vor allem im Annapolis Valley in der am Atlantik gelegenen Provinz Nova Scotia angebaut. Dorthin kamen sie um 1800 durch Charles Prescott. Dieser war ein Bauer, der sich aus Halifax auf sein Anwesen Acacia Grove im ländlichen Nova Scotia zurückgezogen hatte. Dort testete er zahlreiche Obst- und Gemüsesorten aus aller Welt, um zu sehen, ob sie sich in Nova Scotia bewähren würden. Insgesamt importierte er etwa 100 Apfelsorten, von denen diverse noch heute lokal angebaut werden. Der Erfolg des Gravensteiners war so beträchtlich, dass der Legende nach zum Zeitpunkt von Prescotts Tod 1859 jede Farm in Nova Scotia mindestens einen Gravenstein-Baum hatte. Im Jahr 2007 nahm Slow Food Kanada den „Nova Scotia Gravenstein“ in seine Arche des Geschmacks auf.

### Apple Name und Logo

Der Biografie von Steve Jobs zufolge kam dieser auf den „Apple“-Markennamen, nachdem er einige Wochen damit verbracht hatte, Gravensteiner-Bäume bei Portland, Oregon, zu beschneiden.

Der Legende nach inspirierte der Gravensteiner Steve Jobs zur Erschaffung des Apple-Namens. Der Überlieferung nach kam ihm die Idee, als Steve Wozniak Jobs vom Flughafen abholte und sie nach einem gemeinsamen Namen für ihr Unternehmen suchten. Jobs war gerade auf dem Rückweg vom Bauernhof/der Kommune seines Freundes Robert Friedland. Gesichert ist auf jeden Fall, dass Jobs einige Zeit seines Lebens damit verbrachte, die Gravenstein-Bäume auf dem Bauernhof seines Freundes Friedland bei Portland in Oregon zu schneiden. Friedland produzierte auf seiner Kommune Apfelwein. Steve Jobs führte zeitweise den Obstanbau und wies die Helfer an, wann und wie sie die Bäume zu schneiden hatten. Eine andere Version erklärt diese Entstehung allerdings aus der Apfelsorte McIntosh, der auch der Name des Betriebssystems von Apple ist.

## Anbau

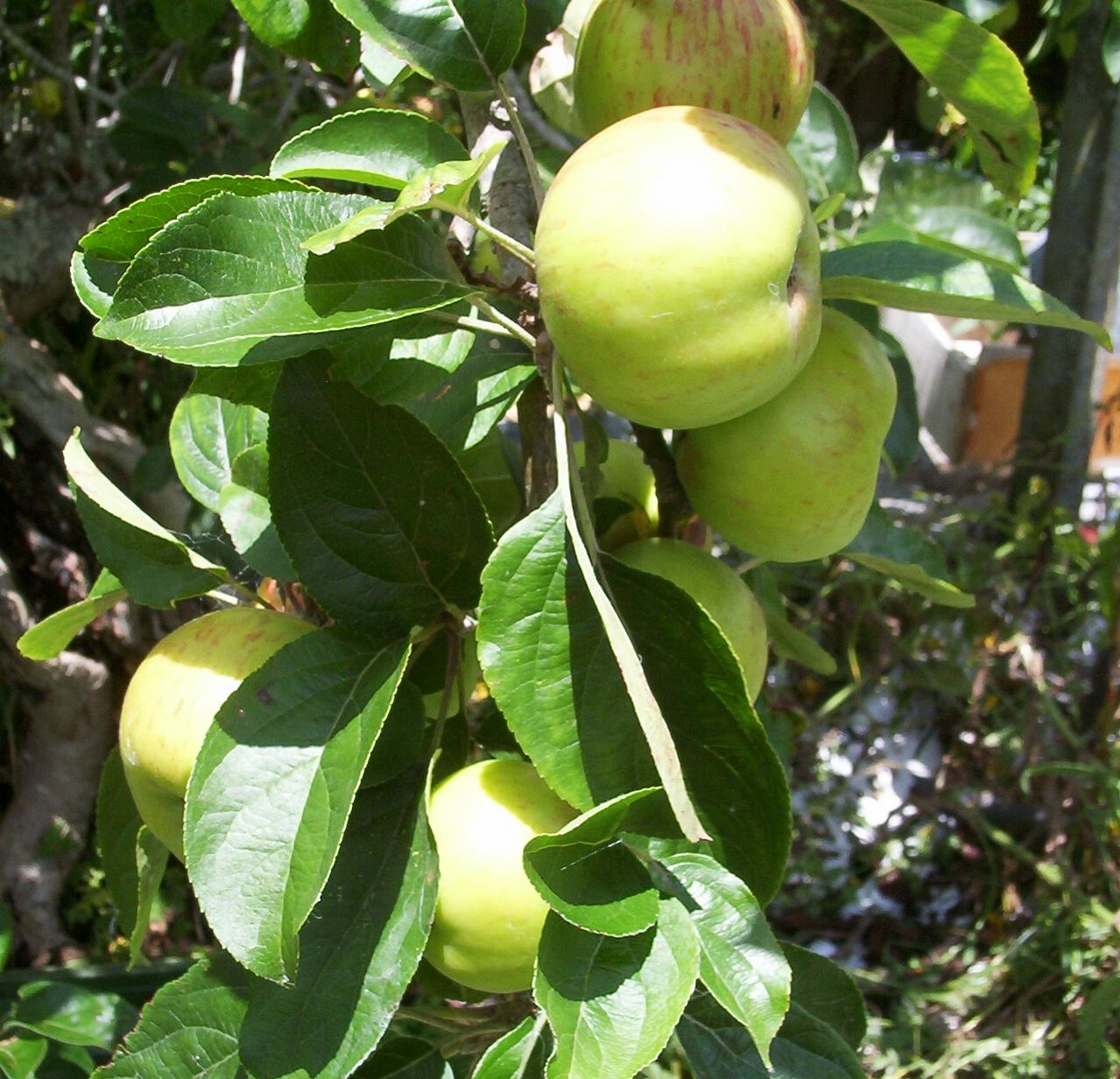
Noch nicht ganz ausgereifte Frucht am Baum

Die Sorte ist triploid und deshalb kein guter Pollenspender und kann sich auch nicht selbst befruchten. Weit verbreitete mögliche Befruchtersorten sind Cox Orange, Glockenapfel, Goldparmäne, Idared, Ingrid Marie, James Grieve, Jonathan, Klarapfel und Geheimrat Dr. Oldenburg.

### Klima und Boden
Der Gravensteiner wächst in einer großen Bandbreite von Wärmezonen. In Europa liegt das Anbaugebiet zwischen den Alpen und Norwegen. Er ist allerdings frostempfindlich, so dass er im Norden vor allem in Küstenlagen angebaut wird. Ebenso beansprucht der Gravensteiner zum Gedeihen einen ausgesprochen feuchten Boden, der auch im Sommer nicht trocken wird, aber trotzdem nicht staunass ist. Eine hohe Luftfeuchtigkeit hilft dem Baum, ebenso wie ein Standort nahe an Wasserläufen. Zudem sind eine gute Versorgung mit Nährstoffen und ein ausgeglichenes Klima in einer gegen Wind geschützten Lage notwendig. Die benötigte Wachstumsperiode ist vergleichsweise kurz, so dass der Gravensteiner auch noch auf 60 Grad nördlicher Breite in Norwegen angebaut werden kann.

### Krankheiten und Resistenzen
Anfälligkeit besteht gegenüber Schorf und Mehltau, die Blüten sind frostempfindlich. Bei schwachem Behang neigen die Äpfel zur Stippe. Weniger anfällig ist der Apfel für Obstbaumkrebs. Die Sorte ist mit Viren beziehungsweise Phytoplasmen verseucht, so dass bei der Wahl des Baums die Auswahl einer virusgetesteten Pflanze für den Anbau eine große Rolle spielt.

### Pflege
Der Gravensteiner leidet an starker Alternanz und die Qualität der Früchte kann deutlich nachlassen, wenn der Baum zu stark behangen ist. Als Maßnahme gegen beides wird eine starke Ausdünnung betrieben. Um dem starken Wuchs des Baumes entgegenzuwirken, wird Gravensteiner oft auf besonders schwachen Unterlagen wie M9 oder M27 gezogen. Hinzu kommen wachstumshemmende Maßnahmen wie das Waagerechtbinden oder Abschneiden steiler Triebe, die Hochveredlung oder das Nichtabschneiden von Trieben. Probleme verursacht der vorzeitige Fall der Äpfel vom Baum, ausgelöst durch kurze Stiele, die dazu führen, dass die noch unreife Frucht sich vom Baum abdrückt.

### Ernte und Lagerung
Junge Bäume tragen noch nicht, der Ertrag ist unregelmäßig und gering bis mittel. Durch die kurzen Stiele fallen die Äpfel oft zu Boden, bevor sie voll ausgereift sind, so dass im kommerziellen Anbau etwa 40 % der Äpfel nicht vom Baum geerntet, sondern vom Boden aufgelesen werden. Erschwerend für den kommerziellen Anbau kommt hinzu, dass die Reife zeitlich unregelmäßig erfolgt, so dass mehrere Pflückdurchgänge notwendig sind. Die Pflückreife ist von Ende August bis Mitte September. Gegessen wird der Apfel vom Pflücken bis in den November. Ab Oktober wird der Apfel aus dem Kühllager ausgeliefert. Im CA-Lager hält der Apfel sechs Monate. Generell hat der Gravensteiner wie alle Sommeräpfel eher schlechte Lagereigenschaften.

### Mutanten

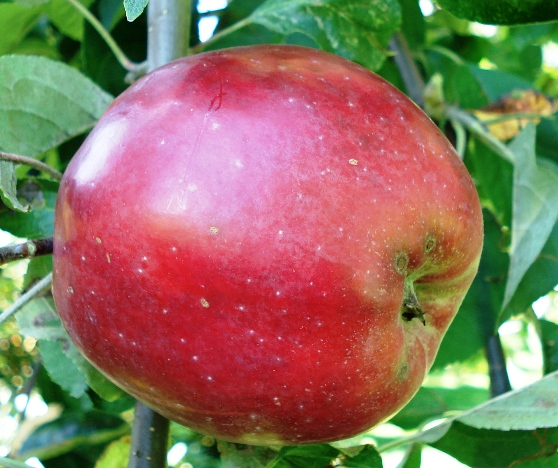
Roter Gravensteiner

Die als Roter Gravensteiner bezeichnete Sorte ist eine „Knospenmutation“. Sie wurde erstmals 1873 beschrieben. Noch stärker gefärbt ist der Blutrote Gravensteiner. Die Roten Varianten sind dabei im Handel beliebt, jedoch weniger geschmacksintensiv als die gelbschaligen oder rotbackigen Varianten. Weitere weiter verbreitete Mutanten sind Crimson (Kanada, um 1945), Vierlanden (Deutschland), Sabygard (Ungarn), Nordstrand (Deutschland), Hessen (Ungarn), Oratia Beauty (Neuseeland), Toggenburg (Schweiz), Zanetti (vermutlich Italien), Rellstab (Schweiz), Roter Schleibnitzer, Red Australian (Australien), Henzens (vermutlich Deutschland), Roter Wintergravensteiner (Baltikum, ab 1920), Ropers und Graasten. Hinzu kommen zahlreiche Mutanten, die in Norwegen verbreitet sind.

## Verwendung

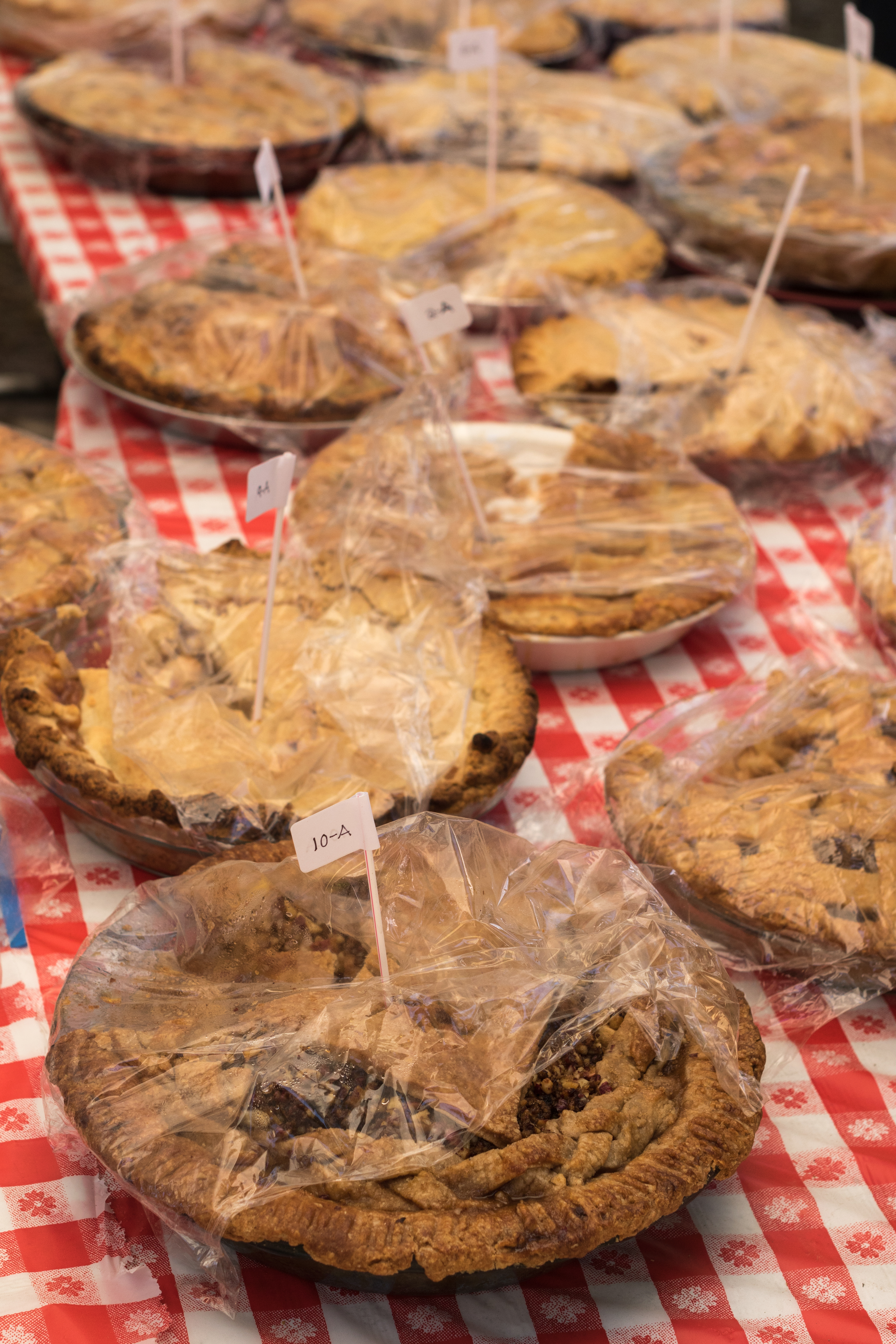
Apfeltarte mit Gravensteiner

Der Gravensteiner ist ein universell eingesetzter Apfel, der sowohl als Tafelapfel als auch zum Backen, zur Herstellung von Apfelmus und zur Herstellung von Cidre und Apfelwein genutzt wird. Gegenüber dem ebenfalls verbreiteten Sommerapfel James Grieve findet der Gravensteiner im deutschsprachigen Raum eine bessere Nachfrage. Bei der Herstellung von Most produziert er große Mengen Saft, die auch für ihren Geschmack geschätzt werden. Es gibt mehrere hochpreisige Obstbrände, die sortenrein aus Gravensteiner hergestellt und vermarktet werden.

## Vom Gravensteiner abstammende Sorten
Der Gravensteiner ist Vater der Sorte Filippa und Mutter der Sorte James Lawson. Ein Nachfahr von Filipa wiederum ist die schwedische Sorte Aroma, die heute die Hauptsorte Norwegens ist. Gravensteiner wurde auch als Pollenspender bei der Genese des Adersleber Kalvill angenommen, was eine genetische Untersuchung allerdings widerlegte.